# Bivacco Duccio Manenti
Il bivacco Duccio Manenti è un bivacco della Valtournenche, in Valle d'Aosta. Sorge sulla riva del lago di Balanselmo, nella conca di Cignana.
È situato poco sotto il rifugio Perucca-Vuillermoz.

## Storia
Il bivacco è stato inaugurato nell'agosto del 1955. Ricorda l'alpinista Duccio Manenti, caduto nel 1949 sulla cresta di Rochefort.

## Caratteristiche e informazioni
È un minuscolo bivacco di legno e lamiera dotato di due posti letto, tre al massimo. Di proprietà del CAI sezione di Torino, è aperto tutto l'anno.

## Accesso
L'itinerario d'accesso è lo stesso che conduce al rifugio Perucca-Vuillermoz.

## Collegamenti esterni

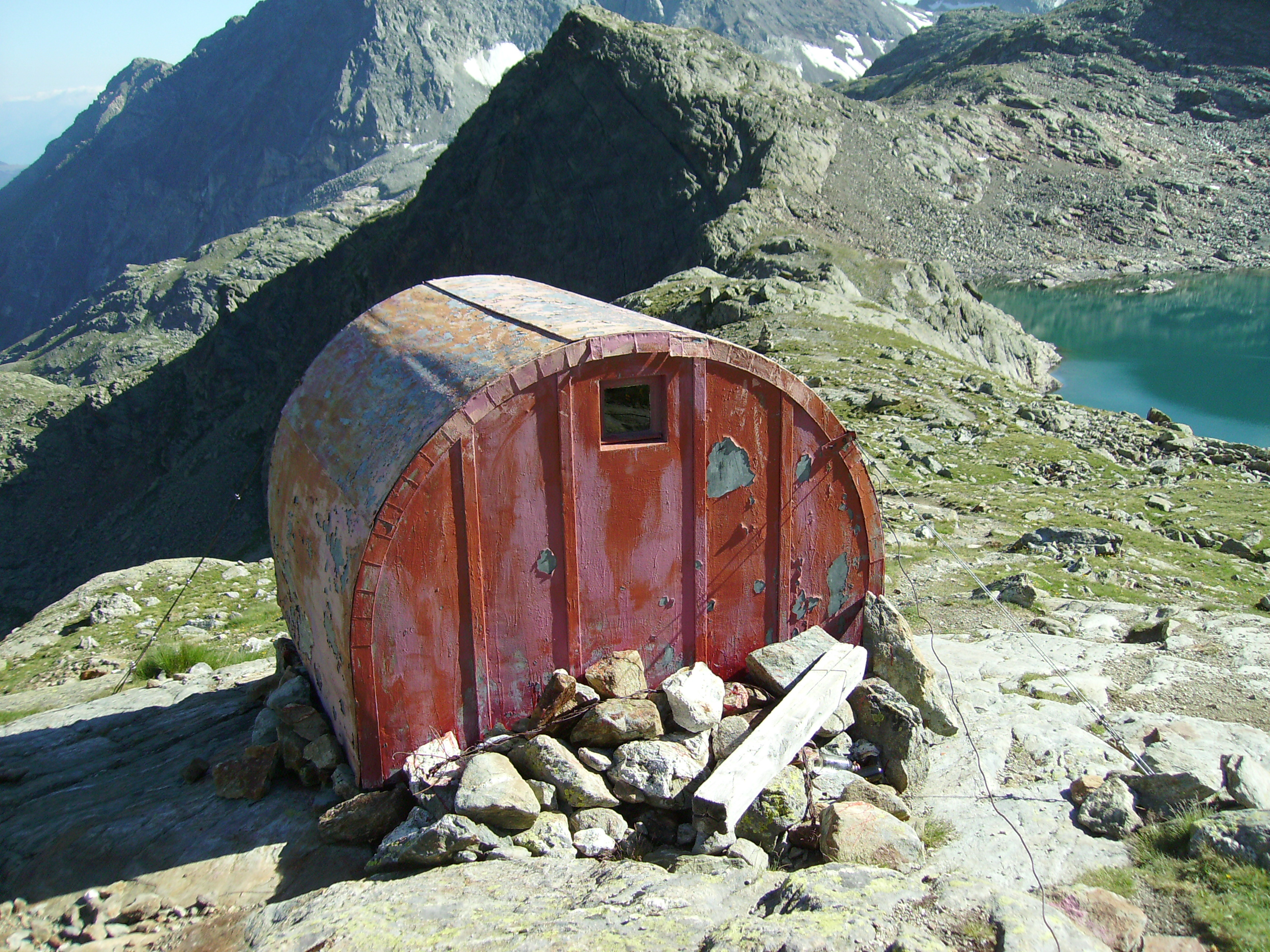
Altra visuale del bivacco